# 파살렐레아가구
파살렐레아가구(Fa'asaleleaga)는 사모아의 행정구로 사바이섬 최동단에 위치한다. 행정 중심지는 사포툴라파이이며 면적은 266km2, 인구는 12,949명(2001년 기준)이다. 서쪽으로는 가가에마우가구, 팔라울리구와 접한다.